# Monument du génocide de Marseille
Ne pas confondre avec le Mémorial du génocide de Marseille inauguré en 2006.
Le monument du génocide de Marseille est un mémorial commémorant le génocide arménien situé Avenue du Prado dans le 8e arrondissement de Marseille dans les jardins de la cathédrale des Saints-Traducteurs. Inauguré en 1973 il constitue le premier monument du genre à Marseille et l'un des premiers en France.

## Description
Construit en 1972, il est constitué de stèles en béton armé sur lesquelles des écritures en cuivre sont apposées. Le mémorial est également composé d'une flèche et d'une coupe dans laquelle est entretenue une flamme éternelle. La coupe date de 1990 tout comme la plaque dédiée aux arméniens morts durant la guerre du Haut-Karabagh. Le mémorial occupe l'espace suivant : 6 mètres sur 6 mètres pour une hauteur de 6,50 mètres. Il est le premier lieu de ce type à Marseille : depuis 1973, d'autres lieux consacrés au génocide arménien ont été inaugurés dans cette ville.

## Inauguration et conséquence diplomatique
Le monument est inauguré le 11 février 1973 en présence de Joseph Comiti alors ministre de la Jeunesse et des Sports et du député-maire de Marseille Gaston Defferre. Pour protester contre la construction de ce monument et surtout contre la présence du ministre Joseph Comiti lors de l'inauguration, la Turquie rappelle à Ankara son ambassadeur en France Hasan Işık,,. L'utilisation du mot Génocide inscrit sur le mémorial a été au cœur des tensions entre la France et la Turquie, y compris après l'inauguration du monument.